# Erigeron compositus

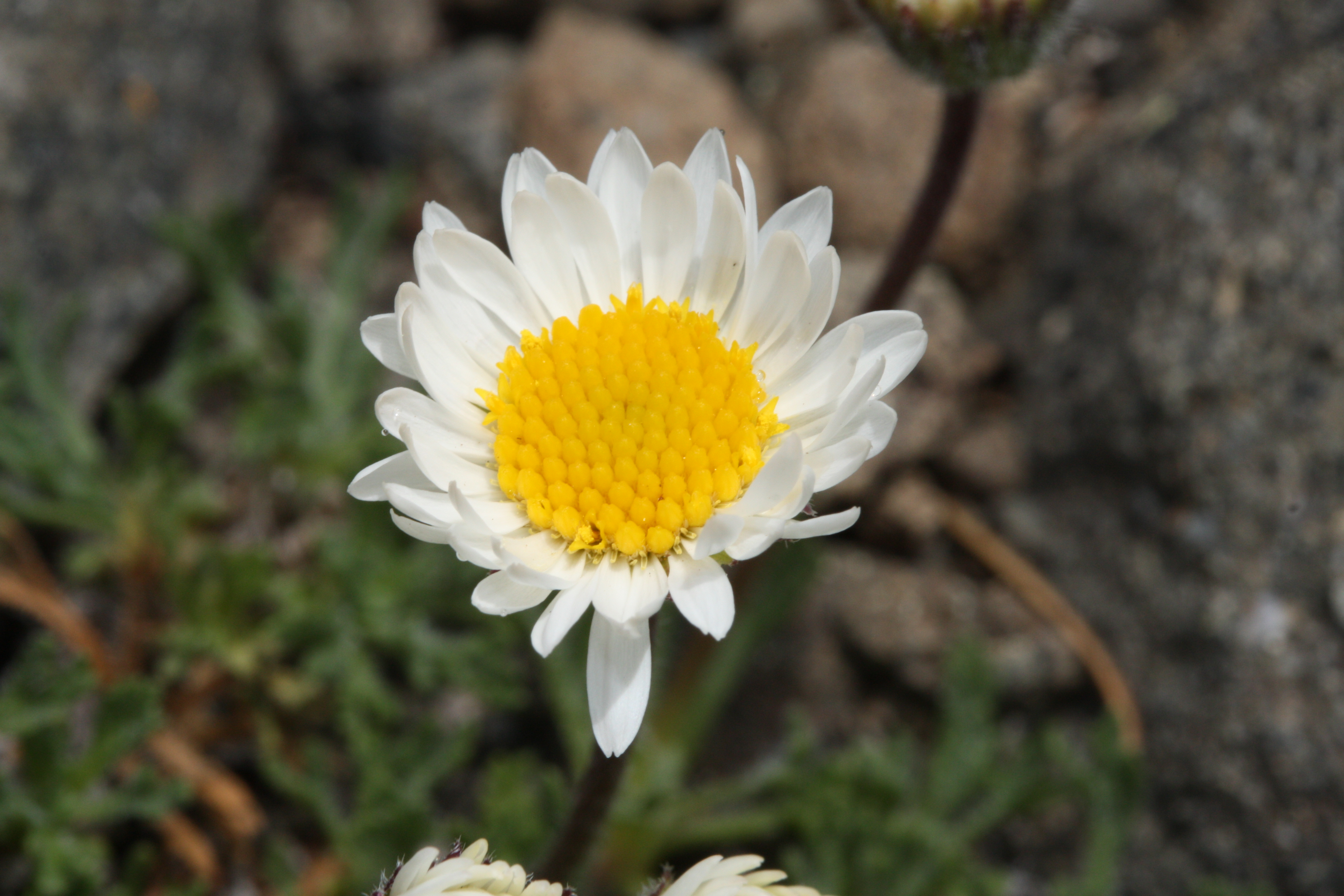
Detalle de la flor

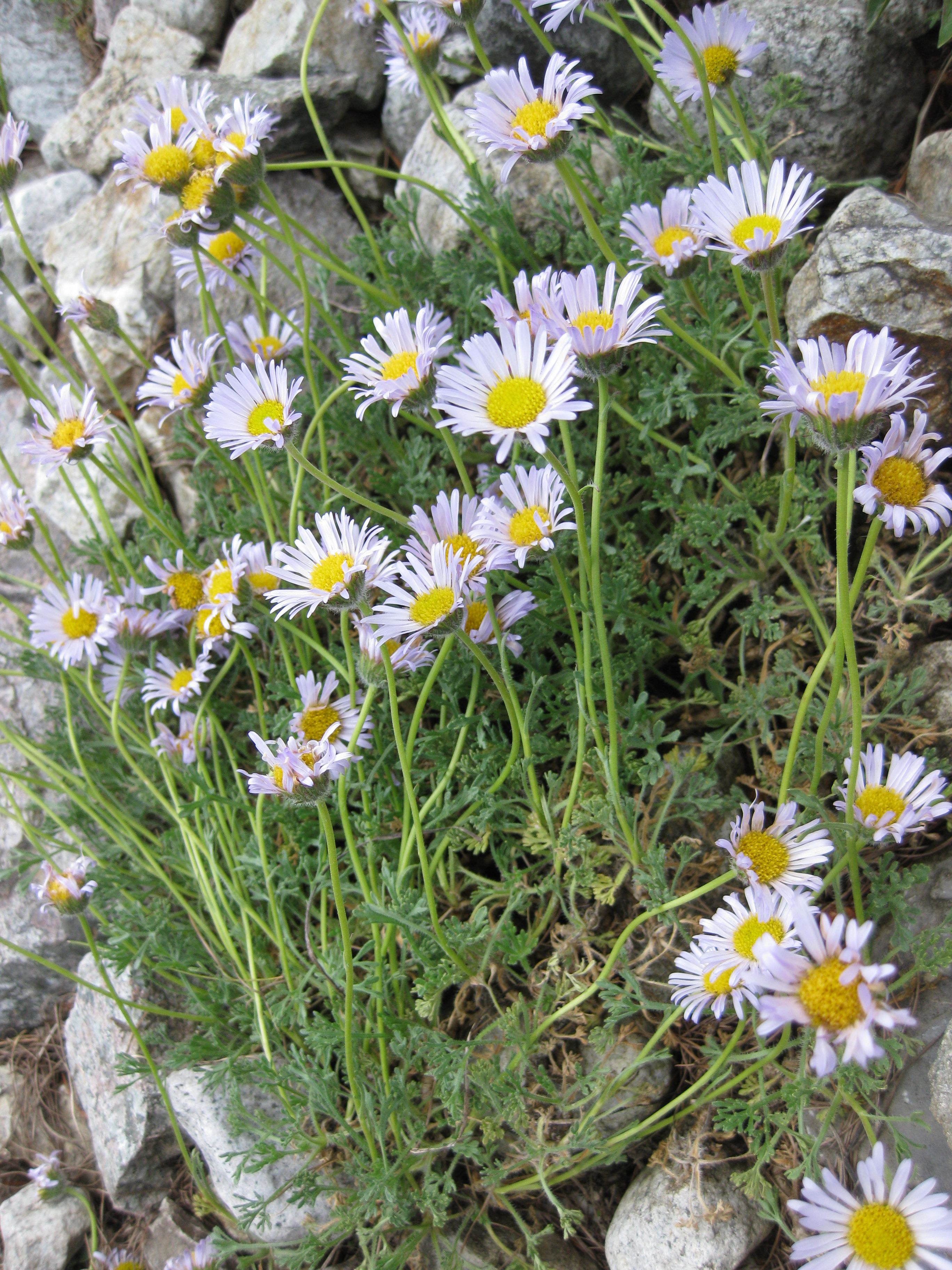
En su hábitat

Erigeron compositus es una especie perteneciente a la familia Asteraceae. Originaria del oeste de Norteamérica hasta Groenlandia y este de Canadá.

## Descripción
Es una planta perenne, que alcanza un tamaño  de 5-15 (-25 cm) de altura. Los caudices simples suelen ser relativamente gruesos y corto, delgado y rara vez como un rizoma, los tallos erectos. Hojas mayormente basales (persistentes); hojas espatuladas a obovado-espatuladas, 5-50  ×  4-12 mm, los márgenes  lobuladas. Involucros  de 10.5 × 20.8 mm. brácteas en 2-3 series (violeta en la punta),  corolas de color blanco a rosa o azul, por lo general 6-12 mm. El número cromosomático es de 2 n = 18, 36, 45, 54.

## Distribución y hábitat
Se encuentra en prados subalpinos, acantilados, taludes y cantos rodados; (en Canadá, Groenlandia y el Ártico e Asia (Lejano Oriente ruso).

## Taxonomía
Erigeron compositus fue descrita por  Frederick Traugott Pursh y publicado en Flora Americae Septentrionalis; or, . . . 2: 535. 1814[1813].
Etimología
Erigeron: nombre genérico que deriva de las palabras griegas: eri = "temprano" y geron =  "hombre viejo", por lo que significa "hombre viejo en la primavera", en referencia a las cabezas de semillas blancas mullidas y la floración temprana y fructificación de muchas especies.
compositus: epíteto latíno que significa "compuesta".
Sinonimia
- Cineraria lewisii Richardson
- Erigeron gormanii Greene
- Erigeron multifidus Rydb.
- Erigeron multifidus var. discoideus (A.Gray) Rydb.
- Erigeron multifidus var. incertus A.Nelson
- Erigeron pedatus Nutt.
- Erigeron trifidus var. discoideus (A.Gray) A.Nelson
- Erigeron trifidus var. prasinus J.F.Macbr. & Payson[6]